# أبو صالح منصور
أبو صالح منصور (المُتوفى 915 م) كان أميرًا سامانيًّا، شَغِل منصب الوالي في عهد عمه إسماعيل بن أحمد وابنَيْ عمه أحمد الساماني، ونصر الثاني.

## سيرته
حكم أبو صالح عدة مقاطعات في عهد إسماعيل بن أحمد وأحمد الساماني. تولى أول ولاية في عام 902، عندما عيَّنه إسماعيل بن أحمد واليًا على الري، بعد أن غزا أراضٍ حتى قزوين في إيران. في ولاية أبي صالح على الريأصبح صديقًا للعالم المسلم الفارسي الشهير محمد بن زكريا الرازي. في عام 910 أو 911، عيّن أحمد الساماني أبا صالحٍ واليًا لسيستان. وقد أثارت سياسات ضرائب أبي صالح القمعية ثورة في سيستان في عام 912، بقيادة محمد بن هرمز الخارجي، والذي كان من أنصار الصفاري عمرو بن يعقوب. أُسِر أبو صالح حتى سَحْق الجيش الساماني للتمرد بقيادة حسين بن علي مارفرودي عام 913. أُرسِل عمرو إلى سمرقند، بينما قُتل قادة التمرد الآخرين. وَحَلَّ سمجور الدواتي محل منصور واليًا لسيستان.
في عام 914، عُيِّن منصور واليًا على خراسان، لكن الفوضى اندلعت بوفاة أحمد بن إسماعيل وصعود الطفل نصر الساماني الثاني إلى العرش، والذي كان يبلغ من العمر وقتها 8 سنوات. ثار والد منصور، إسحاق بن أحمد، في سمرقند، بينما أعلن منصور نفسه أميرًا على نيسابور والعديد من المدن الأخرى. وقد تُوفي بشكل طبيعي، في نيسابور على الأرجح عام 915، قبل أن يصل جيش أُرسِل ضدّه، بقيادة حموي بن علي إلى المدينة.